# Gulf Coast League
La Gulf Coast League è una lega minore del baseball americano (livello: rookie), che opera in Florida. Venne fondata nel 1964 e prese ufficialmente il nome attuale nel 1966.
La stagione regolare viene prevalentemente giocata nelle ore più calde del pomeriggio negli stessi complessi delle altre squadre della MiLB a partire da luglio fino a settembre.
La lega è divisa in 4 division: East,Northeast,Northwest e South per un totale di 16 squadre. Le prime di ogni division accedono ai playoff. La migliore gioca contro la quarta e le restanti due si scontrano tra di loro. Le due vincenti giocano la finale su una base di 3 incontri.
La squadra detentrice a fine stagione 2016 è i Gulf Coast League Cardinals affiliata ai St. Louis Cardinals.